# Mesterséges Nyelvek Gyűjteménye és Eszperantómúzeum
Az Eszperantómúzeumot és a Mesterséges Nyelvek Gyűjteményét 1927-ben Hugo Steiner udvari tanácsos Nemzetközi Eszperantómúzeumként alapította. A múzeum 1928-ban Bécsben az Osztrák Nemzeti Könyvtárban (Österreichische Nationalbibliothek) kapott helyet.
Egyszerre szolgál múzeumként, könyvtárként, dokumentációs központként és archívumként, de itt található a mesterséges nyelvek világszerte legnagyobb nyelvészeti szakgyűjteménye is. A gyűjtemény katalógusa az interneten keresztül elérhető és 35 000 dokumentum (elsősorban az eszperantóval és egyéb mesterséges nyelvekkel kapcsolatos könyvek és brosúrák) bibliográfiai adatait tartalmazza. Egy nagyszabású, több évre szóló digitalizációs projekt keretében tervezik a könyvtár nagy részének online elérhetővé tételét. 2007-ben szkennelték be az első részt, amely a könyvtár internetes oldalán is elérhető .
Az Eszperantómúzeum eredeti helye a Hofburg volt. Az intézmény 2005-ben költözött át a barokk Mollard-Clary palotába, ami Bécs belvárosában található a Herrengasse 9. alatt.